# ۱۵۸۷ (میلادی)
۱۵۸۷ (میلادی) هزار و پانصد و هشتاد و هفتمین سال تقویم میلادی است.

## رویدادها
- تاج گذاری و به قدرت رسیدن شاه عباس بزرگ صفوی در ایران.

## درگذشتگان
‎